# John L. Hall, Jr.

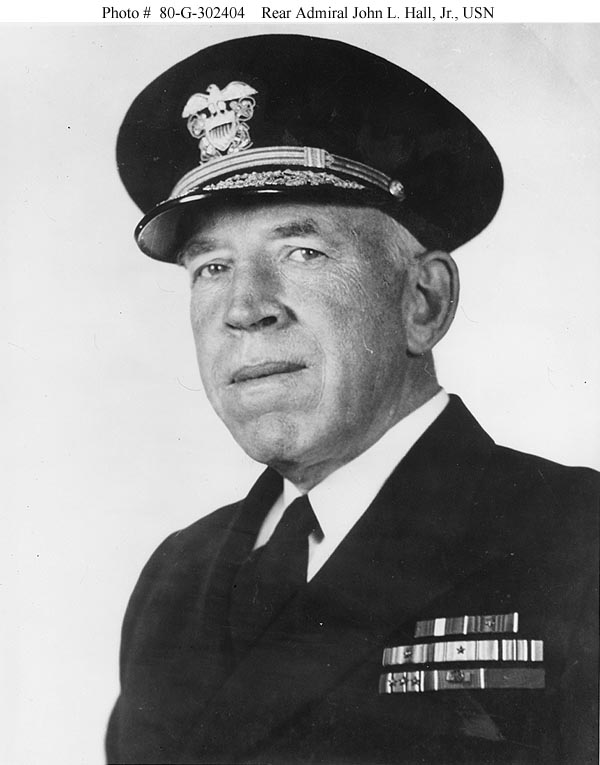
Admiral John L. Hall (ca. 1942/45)

John Lesslie Hall, Jr. (* 11. April 1891 in Williamsburg, Virginia; † 6. März 1978 in Scottsdale, Arizona) war ein US-amerikanischer Admiral.

## Leben
Hall ging 1909 zur US-Marineakademie, tat sich vor allem mit sportlichen Leistungen hervor und graduierte im Juni 1913. Als junger Offizier diente er auf verschiedenen Schiffen, darunter die Schlachtschiffe North Dakota und Utah. Während des Ersten Weltkrieges bildete er technisches Personal auf dem alten Schlachtschiff Illinois aus und war Technischer Offizier auf dem neuen Zerstörer Philip. In den ersten Nachkriegsjahren hatte er mehrere Bordverwendungen auf verschiedenen Zerstörern und war Ausbilder an der Marineakademie.
Von Mitte der 20er-Jahre bis 1934 war Lieutenant Commander (Korvettenkapitän) Hall Adjutant im Marinedistriktkommando in Charleston, South Carolina, Executive Officer (1. Offizier) auf dem U-Boot-Tender Camden und dann Kapitän des Zerstörers Childs. Drei Jahre arbeitete er am Sportprogramm der Marineakademie mit und war Navigator auf dem Ausbildungsschiff Wyoming. 1934 zum Commander (Fregattenkapitän) befördert, diente er an Bord des Schweren Kreuzers Augusta im Fernen Osten und war dann Kommandierender Offizier des Kanonenbootes Asheville und einer Zerstörerflottille der Asienflotte. Die späten 30er-Jahre verbrachte er am Naval War College, zunächst als Student, dann als Mitglied des Lehrkörpers. Im Juli 1940 wurde Hall zum Captain befördert und erhielt das Kommando über das alte Schlachtschiff Arkansas und danach eine Stabsverwendung in der Atlantikflotte.

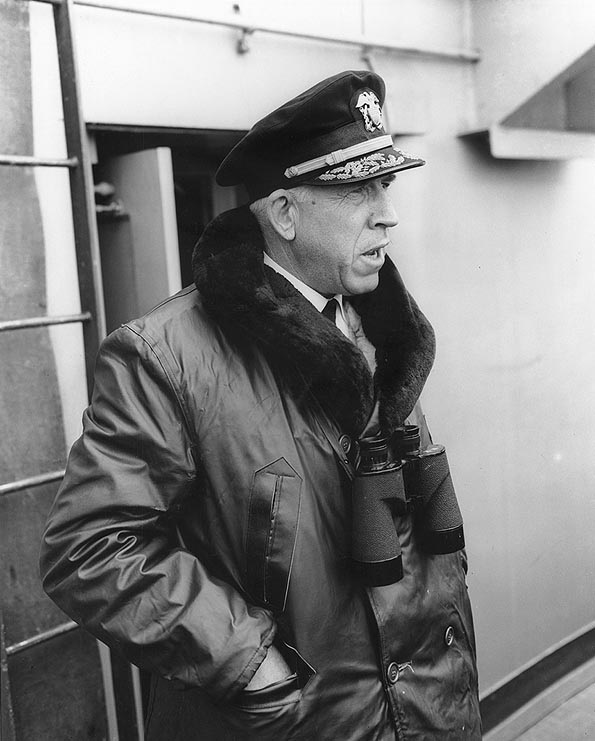
Admiral John L. Hall an Bord der Ancon im Juni 1944

Im Sommer 1942 wurde Hall zum temporären Konteradmiral ernannt; er war im Herbst des Jahres Stabschef des Marinebefehlshabers bei der Invasion in Marokko (→ Operation Torch), woraufhin er zum Befehlshaber der Marinestreitkräfte und -einrichtungen in dieser Region ernannt wurde (Commander Northwest African Sea Frontier). Seit Februar 1943 Kommandeur amphibischer Verbände (Commander Amphibious Force, North African Waters (Eighth Fleet)), führte Hall wichtige Komponenten bei der Invasion von Sizilien (→ Operation Husky) im Juli 1943 und des italienischen Festlands im September (→ Operation Avalanche). Im November wurde er nach England kommandiert, um an den Vorbereitungen der alliierten Landung in der Normandie (→ Operation Overlord) im Juni 1944 mitzuarbeiten, bei der er die amphibische Landung am Strandabschnitt „Omaha“ leitete (→ Seekrieg während der Operation Overlord). Im Oktober 1944 wurde Hall zur Pazifikflotte versetzt und nahm an der Schlacht um Okinawa im Frühsommer 1945 teil (Southern Attack Force (TF 55)).
Im Oktober 1945 wurde er Befehlshaber der amphibischen Verbände der Pazifikflotte (Commander Amphibious Forces, Pacific Fleet); ein paar Monate später wurde er zum Vizeadmiral ernannt. Es folgten Verwendungen als Kommandeur des 14. Marinedistrikts und der Hawaiian Sea Frontier; 1948 wurde Hall Kommandant des Armed Forces Staff College in Norfolk, Virginia.  Sein letzter Dienstposten war der des Commander Western Sea Frontier and Commander Pacific Reserve Fleet, vom August 1951 bis zu seinem Ausscheiden aus dem aktiven Dienst im Mai 1953. In Anerkennung seiner Verdienste während des Krieges wurde er zum Vier-Sterne-Admiral auf der Ruhestandsliste ernannt.
John Hall starb am 6. März 1978 in Scottsdale, Arizona.

## Ehrungen
Admiral Hall erhielt für seine Verdienste mehrere hohe Orden und Auszeichnungen, darunter die Navy Distinguished Service Medal der Marine für seine Verdienste in Nordafrika und eine weitere nach der Invasion von Okinawa, die Distinguished Service Medal der Armee für die Führung der amphibischen Force O an der Küste der Normandie. Ihm wurde auch der Orden Legion of Merit verliehen.
Die 1982 in Dienst gestellte Lenkwaffenfregatte FFG-32 der Oliver-Hazard-Perry-Klasse wurde ihm zu Ehren John L. Hall getauft.